# Cana (Virginia)
Cana es un lugar designado por el censo situado en el condado de Carroll, Virginia  (Estados Unidos). Según el censo de 2010 tenía una población de 1.254 habitantes.

## Demografía
Según el censo de 2010, Cana tenía una población en la que el 96,3% eran blancos; el 0,6% afroamericanos; el 0,1% eran indios americanos y nativos de Alaska; el 0,0% eran asiáticos; el 0,1% hawaianos y otros isleños del Pacífico; el 2,0% de otra raza, y el 1,0% a partir de dos o más razas. El 2,7% del total de la población eran hispanos o latinos de cualquier raza.